# Маркос Мартінес Мендіета
Маркос Мартінес Мендіета (Marcos Martinez-Mendieta) (25 квітня 1940) — парагвайський дипломат. Надзвичайний і Повноважний Посол Парагваю в Україні (2004-). Член Організації американських держав, Американської асоціації менеджменту, Парагвайського Міжнародного юридичного інституту, інституту Кодокан Японії.

## Життєпис
Народився 25 квітня 1940 року в Lambaré, Парагвай. Бакалавр в області філософії, Національний університет Парагваю (1960), доктор в галузі міжнародних відносин, Ель-коледж Мексика (1966).
З 1960 року на дипломатичній службі Парагваю. Кар'єрний дипломат Міністерства закордонних справ Парагваю.
У 28 лютого 1977 — 9 січня 1983 рр. — Надзвичайний і Повноважний Посол Парагваю в Японії.
З 17 січня 1984 — 27 квітня 1992 рр. — Надзвичайний і Повноважний Посол Парагваю в США.
З 1985 по 1992 рр. — Надзвичайний і Повноважний Посол Парагваю в Канаді.
З 1989 по 1992 рр. — Постійний представник в Організації американських держав.
У 1994—1997 рр. — Надзвичайний і Повноважний Посол Парагваю в Німеччині та за сумісництвом в РФ з резиденцією в Бонні.
Надзвичайний і Повноважний Посол Парагваю при Святому Престолі.
З лютого 2004 року Надзвичайний і Повноважний Посол Парагваю в Україні з резиденцією у Ватикані.

## Нагороди та відзнаки
- Grand officer Orden de Mayo (Аргентина);
- Commander, Orden National Cruceiro Sul. (Бразилія),
- Order of Rising Sun (Японія).